# Løgtingswahl 1978
- Republikaner: 6
- Sozialdemokraten: 8
- Selbstverwaltung: 2
- Unionisten: 8
- Christdemokraten: 2
- Volkspartei: 6

Die Løgtingswahl 1978 auf den Färöern fand am 7. November 1978 statt.
Es war die 8. Wahl seit Erlangung der inneren Selbstverwaltung (heimastýri) im Jahr 1948.
Eindeutiger Gewinner dieser Wahl war mit über 7 % Stimmenzuwachs der unionistische Sambandsflokkurin, der drei Sitze hinzugewinnen konnte. Auch die beiden kleinen Parteien Sjálvstýrisflokkurin und Framburðsflokkurin gewannen hinzu.
Alle anderen Parteien mussten dagegen Verluste hinnehmen oder konnten ihren Anteil lediglich halten.
Trotzdem reichte der Sitzanteil der bisherigen Koalition aus Javnaðarflokkurin, Tjóðveldisflokkurin und Fólkaflokkurin weiterhin aus, um die Regierung mit dem sozialdemokratischen Ministerpräsidenten Atli Dam fortzusetzen.
Denn obwohl Javnaðarflokkurin und Fólkaflokkurin bei der Wahl verloren hatten, erhielten sie jeweils einen zusätzlichen Sitz im Parlament, da die Gesamtzahl der Sitze von 26 auf 32 erhöht worden war. Der  Landesregierung Atli Dam II  folgte deshalb die Landesregierung Atli Dam III.

## Ergebnisse der Løgtingswahl vom 7. November 1978
Alle sechs Parteien, die an der Wahl teilgenommen hatten, zogen ins Parlament ein. Die Zahl der Mitglieder im Løgting wurde mit dieser Wahl von 26 auf 32 erhöht. Mit Karin Kjølbro vom Tjóðveldisflokkurin und Jona Henriksen vom Javnaðarflokkurin wurden erstmals Frauen mit eigenem Mandat ins Løgting gewählt.
| Partei                   | Stimmen | Prozent | Sitze |  |
| ------------------------ | ------- | ------- | ----- |  |
| B – Sambandsflokkurin    | 5.966   | 26,3    | 8     |  |
| C – Javnaðarflokkurin    | 5.062   | 22,3    | 8     |  |
| E – Tjóðveldisflokkurin  | 4.614   | 20,3    | 6     |  |
| A – Fólkaflokkurin       | 4.067   | 17,9    | 6     |  |
| D – Sjálvstýrisflokkurin | 1.626   | 7,2     | 2     |  |
| F – Framburðsflokkurin   | 1.389   | 6,1     | 2     |  |
| Gesamt                   | 22.724  | 100     | 32    |  |